# ألانا ستيوارت
ألانا ستيوارت (بالإنجليزية: Alana Stewart) هي عارضة وممثلة أمريكية، ولدت في 18 مايو 1945 في سان دييغو في الولايات المتحدة.

## وصلات خارجية
- ألانا ستيوارت على موقع IMDb (الإنجليزية)
- ألانا ستيوارت على موقع إن إن دي بي (الإنجليزية)
- ألانا ستيوارت على موقع قاعدة بيانات الفيلم (الإنجليزية)